# Louis Dupiech
Louis Dupiech né le 14 août 1900 à Castelsagrat et mort le 3 mai 1945 en déportation, est un haut fonctionnaire et résistant français.

## Biographie

### Famille et études
Louis Dupiech naît le 14 août 1900 à Castelsagrat (Tarn-et-Garonne) chez son grand-père maternel Jean Maxès, cordonnier. Son grand-père paternel, Antoine Dupiech, est éclusier sur le canal du midi. De condition modeste, la Famille Dupiech est originaire de Castelnau-d'Estrétefonds. Son père, François Dupiech, maire de Castelsagrat, directeur et instituteur à l'école du village, est nommé chevalier de la Légion d'honneur pour ses faits d'armes dans la Somme en 1917, lors de la Première Guerre mondiale.
Après avoir obtenu une Licence en droit à la Faculté de droit de Toulouse, Louis Dupiech épouse Ida Jeanne Germaine Serres le 29 février 1924 à La-française (Tarn-et-Garonne). En 1928 ils auront un fils, Guy Dupiech, lui-même préfet et haut fonctionnaire.

### Carrière
Louis Dupiech commence sa longue carrière administrative dans l’enregistrement en novembre 1920. Surnuméraire de l'enregistrement, il est affecté à Oran en 1923. Receveur puis receveur rédacteur en 1925, il est finalement détaché auprès du préfet de l'Aude comme chef de cabinet le 3 novembre 1926. Il remplira cette fonction jusqu'en 1929. Sa carrière, interrompue quelques années en raison de son état santé, reprendra en 1934. En janvier 1936, il est nommé chef de cabinet du préfet du Cher. Le 16 octobre, il devient chef de cabinet du préfet de la Vienne. Il connaît alors une ascension rapide : nommé secrétaire général de la Drôme en mai 1937, puis sous-préfet de Condom fin juin 1939, il est secrétaire général de la Seine-et-Marne à partir du 30 octobre 1940. Il devient sous-préfet de Cherbourg le 15 avril 1942, avant d'être nommé le 23 mai de la même année préfet de la Meuse. 

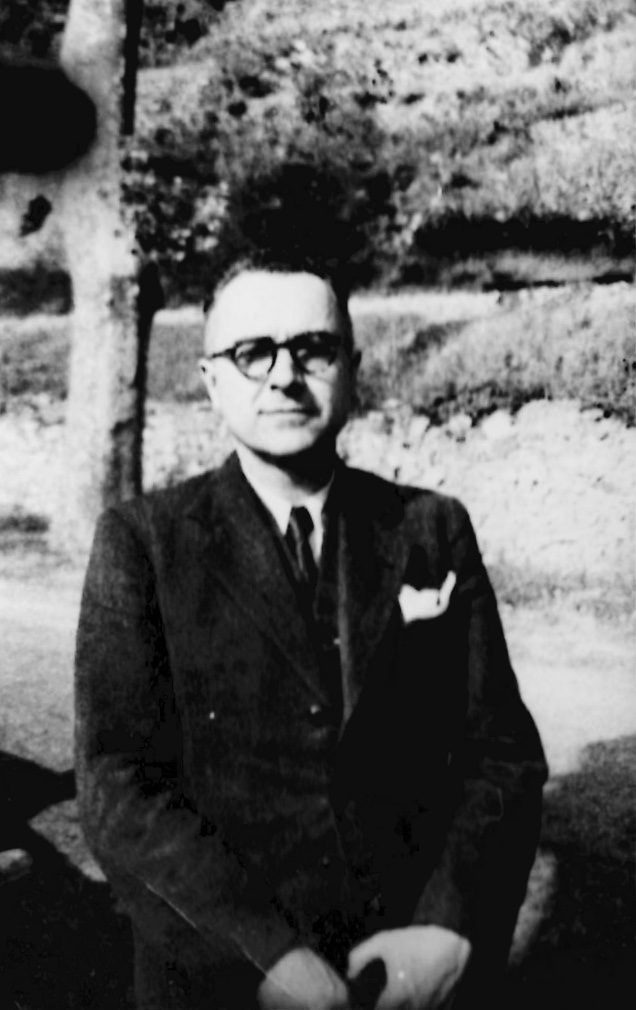
Louis Dupiech, préfet

### Résistance
Le 1er août 1943 il est nommé préfet du Finistère. C'est à cette époque qu'il rejoint la Résistance. En rapport avec les organisations Noyautage des Administrations Publiques (NAP) et Mouvements Unis de la Résistance (MUR), il assure la sécurité des liaisons avec l'Angleterre par bateau et avion. Sa position lui permet de renseigner les réseaux de Résistance, de fournir de faux papiers et d'aider aux opérations de sabotages. Tous les mois, il fait parvenir des rapports au Comité Français de Libération Nationale (CFLN) à Alger. Il intervient directement auprès de la Kommandantur pour faire libérer des prisonniers et des otages. Il contrecarre également l'implantation de la milice de Joseph Darnand dans le département et dénonce auprès du préfet de région la collaboration entre l'occupant allemand et les nationalistes bretons dont il condamne les agissements. Bien renseigné sur la violence et la rigueur sans pitié de la Gestapo, il sait les risques qu'il encourt.
Des mois de travail difficile et dangereux entament sa santé. Un choix s'impose alors à lui : ou un congé (mais son action ne pourrait se poursuivre), ou une nomination à la tête d'un département dont l'administration serait moins lourde. C'est la deuxième solution qui est choisie : le 6 février 1944, il est nommé préfet de l'Aveyron. Il se met rapidement en relation avec les organisations de résistance locale NAP et Armée Secrète (AS) dont il devient l'un des principaux chefs. Il prévient lui même le maquis dès qu'il est averti d'une action de répression grâce aux interprètes qu'il a placé à la Kommandantur. En qualité de préfet, il s’oppose à communiquer à la Gestapo le fichier des étrangers établi en 1943 et refuse de poursuivre les réfractaires du STO. Il est désigné préfet de la Libération pour son département par le CFLN d'Alger.

### Déportation
Le 11 mai 1944 à Paris, le chef national du NAP est arrêté. La Gestapo retrouve la liste des préfets dont la nomination à la Libération est prévue par le CFLN. Louis Dupiech y figure. Le 14 mai, après la célébration de la Fête de Sainte Jeanne d'Arc à la cathédrale de Rodez, en rentrant à la préfecture, il est arrêté par la Gestapo. Il est d'abord conduit à Montpellier, puis au camp de Royallieu de Compiègne où pendant huit semaines, il est interrogé et torturé. Il quitte Compiègne le 16 juillet, avec un convoi de déportés pour le camp de Neuengamme en Allemagne où il arrive le 18 juillet. Refusant le statut de « personnalité otage », statut qui l’aurait dispensé des contraintes et du travail forcé, il est affecté au Kommando de Bremen-Farge, où les détenus sont employés à la construction d’un immense bunker pour sous-marins, le bunker Valentin. Travaillant les pieds dans l’eau, vêtu de son seul sarrau de bagnard malgré le climat humide et glacial, il reste un exemple de dignité et de tenue pour ses camarades et notamment, pour les jeunes résistants bretons déportés qui l’ont reconnu et acclamé à son arrivée. En avril 1945, en raison de l'avancée des armées alliée, à peine remis d'une grave phlébite, il doit repartir pour Neuengamme. L’évacuation du camp central et des Kommandos extérieurs décidée, les détenus entament  une « marche de la mort » forcée, qui les conduit vers la baie de Lübeck.

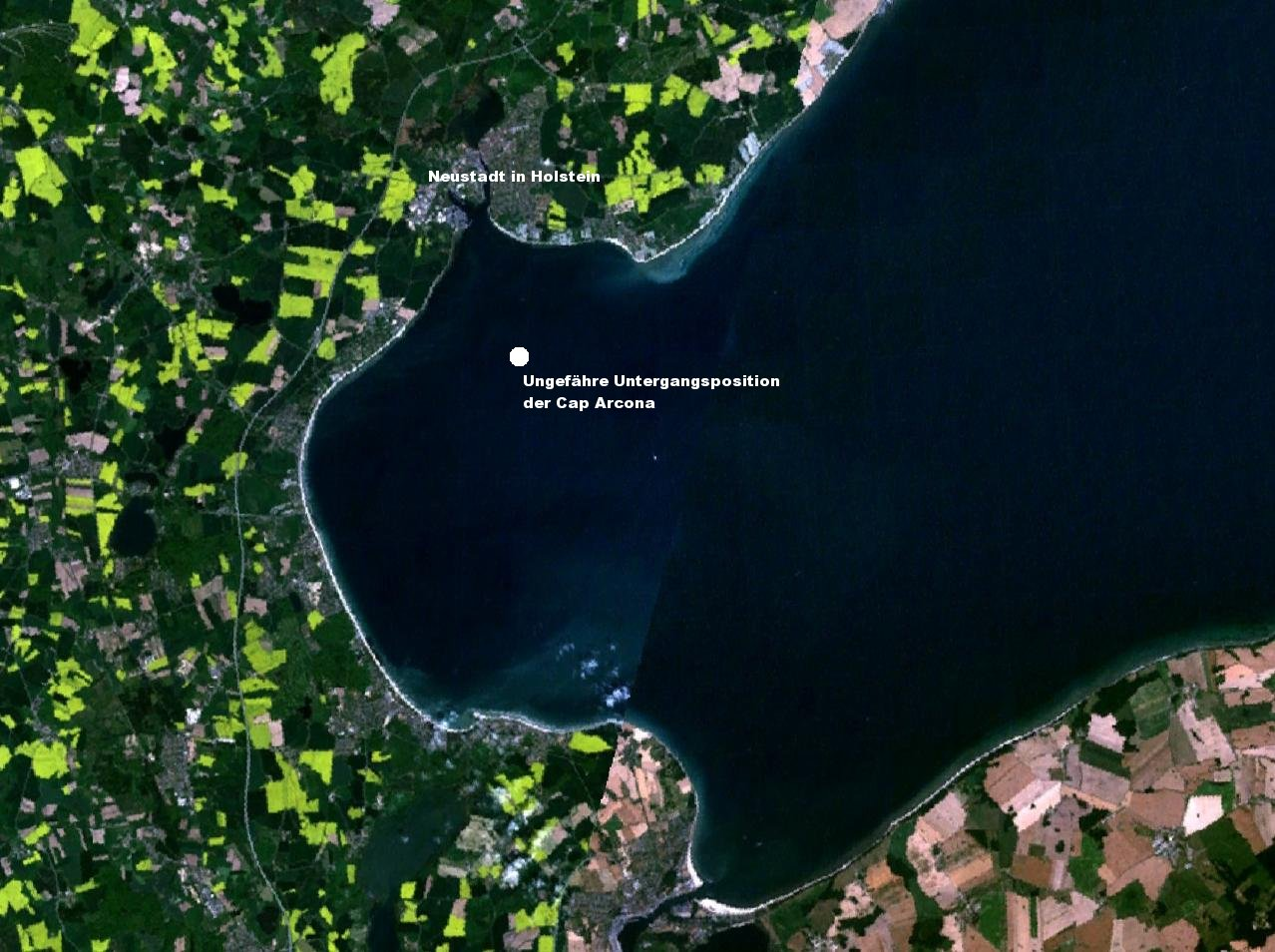
Emplacement du Cap Arcona lors de son naufrage dans la baie de Lübeck

Les prisonniers qui y parviennent sont entassés par milliers dans les cales de plusieurs navires réquisitionnés par les SS : le Cap Arcona, le Deutschland IV et le Thielbek, à bord duquel sont enfermés 2 800 déportés, dont Louis Dupiech. Embarqués de force le 19 avril, les prisonniers sont jetés à fond de cale et y restent plusieurs jours sans eau, sans lumière et sans ravitaillement dans une atmosphère irrespirable, pataugeant dans l'urine et les excréments. Les navires, qui arborent tous un pavillon à croix gammée, sont exposés volontairement aux coups de l’aviation britannique. Le 3 mai 1945, une escadrille de la Royal Air Force bombarde la baie, pensant attaquer des navires transportant des troupes SS fuyant vers la Norvège. Incendiés par les roquettes des avions de chasse, le Cap Arcona et le Deutschland IV finissent par couler. Le Thielbek subit le même sort et disparaît rapidement dans les eaux sombres de la mer Baltique, emportant avec lui la quasi-totalité des déportés enfermés dans ses cales, parmi lesquels Louis Dupiech . Une cinquantaine de détenus seulement parviennent à gagner le pont en flammes et à se jeter à l’eau. Au total, près de 7 000 déportés périssent dans la catastrophe de la baie de Lübeck, considérée comme l'une des plus grandes tragédies maritimes de la Seconde Guerre mondiale.

## Distinctions
- Chevalier de la Légion d'honneur (à titre posthume le 6 mai 1950)[4]

## Hommage
Une rue est inaugurée à son nom le 21 novembre 1999, à Castelsagrat, dans son village natal. Plusieurs plaques commémoratives lui rendent hommage : à Castelsagrat sur la place de la Liberté, à Rodez sur la place Foch, au camp de concentration de Neuengamme où il était interné, ainsi que dans la cour du Ministère de l'Intérieur à Paris où un bâtiment porte également son nom. Le hall de la préfecture du Tarn-et-Garonne ainsi qu'une salle de la préfecture du Finistère, à Quimper, ont également été renommés en sa mémoire.